# Propiedad del límite superior mínimo

Cada subconjunto no vacío de los números reales que está acotado por arriba tiene un límite superior mínimo

En matemáticas, la propiedad del límite superior mínimo (a veces llamada integridad o propiedad del valor supremo) es una característica fundamental de los números reales. De manera más general, un conjunto parcialmente ordenado X tiene la propiedad del límite superior mínimo si cada subconjunto no vacío de X con un elemento mayorante y minorante tiene un límite superior mínimo (supremo) en X. No todos los conjuntos (parcialmente) ordenados tienen la propiedad del límite superior mínimo. Por ejemplo, el conjunto {\displaystyle \mathbb {Q} } de todos los números racionales con su orden natural no tiene la propiedad del límite superior mínimo.
La propiedad del límite superior mínimo es una forma del axioma de completitud para los números reales y, a veces, se la denomina integridad de Dedekind. Se puede utilizar para probar muchos de los resultados fundamentales del análisis real, como el teorema del valor intermedio, el teorema de Bolzano-Weierstrass, el teorema de Weierstrass y el teorema de Heine-Borel. Generalmente se toma como un axioma en las construcciones de los números reales sintéticas y también está íntimamente relacionada con la construcción de los números reales utilizando los cortes de Dedekind.
En teoría del orden, esta propiedad se puede generalizar a una noción de completitud para cualquier conjunto parcialmente ordenado. Un orden total que es denso y tiene la propiedad de límite superior mínimo se denomina continuo lineal.

## Enunciado de la propiedad

### Enunciado para los números reales
Sea S un conjunto no vacío de números reales.
- Un número real x se llama límite superior para S si x ≥ s para todos los s ∈ S.
- Un número real x es el límite superior mínimo (o supremo) para S si x es un límite superior para S y x ≤ y para cada límite superior y de S.

La propiedad del límite superior mínimo establece que cualquier conjunto no vacío de números reales que tenga un límite superior debe tener un límite superior mínimo en los números reales.

### Generalización a conjuntos ordenados

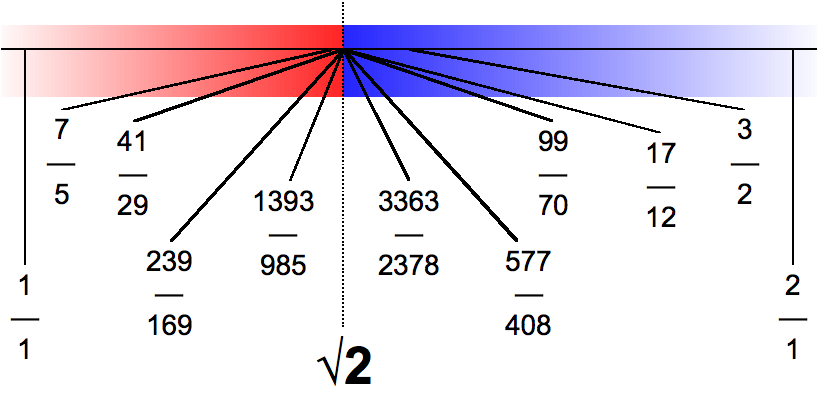
Rojo: el conjunto. Azul: el conjunto de sus límites superiores en

De manera más general, se pueden definir el límite superior y el límite superior mínimo para cualquier subconjunto de un conjunto parcialmente ordenado X, reemplazando número real por elemento de X. En este caso, se dice que X tiene la propiedad del límite superior mínimo si cada subconjunto no vacío de X con un límite superior tiene un límite superior mínimo en X.
Por ejemplo, el conjunto Q de los números racionales no tiene la propiedad del límite superior mínimo en el orden habitual. Por ejemplo, el conjunto
{\displaystyle \left\{x\in \mathbf {Q} :x^{2}\leq 2\right\}=\mathbf {Q} \cap \left(-{\sqrt {2}},{\sqrt {2}}\right)}
tiene un límite superior en Q, pero no tiene un límite superior mínimo en Q (ya que la raíz cuadrada de dos es un número irracional). El axiomas de los números reales que utiliza los cortes de Dedekind se aprovecha de este defecto al definir los números irracionales como los límites superiores mínimos de ciertos subconjuntos de los números racionales.

## Demostración

### Enfoque lógico
La propiedad del límite superior mínimo es equivalente a otras formas del axioma del supremo, como la convergencia de la sucesión de Cauchy o principio de los intervalos encajados. El estado lógico de la propiedad depende de los axiomas de los números reales utilizados: en la aproximación sintética, la propiedad generalmente se toma como un axioma para los números reales (véase axioma del límite superior mínimo); en un enfoque constructivo, la propiedad debe probarse como teorema, ya sea directamente desde la construcción o como consecuencia de alguna otra forma de integridad.

### Demostración utilizando secuencias de Cauchy
Es posible demostrar la propiedad del límite superior mínimo suponiendo que toda secuencia de números reales de Cauchy converge. Sea S un conjunto no vacío de números reales. Si S tiene exactamente un elemento, entonces su único elemento es un límite superior mínimo. Considérese entonces S con más de un elemento y supóngase que S tiene un límite superior B1. Dado que S no está vacío y tiene más de un elemento, existe un número real A1 que no es un límite superior para S. Ahora, se definen las secuencias A1, A2, A3, ... y B1, B2, B3, ... de forma recursiva de la siguiente manera:
1. Comprobar si (An + Bn) ⁄ 2 es un límite superior para S.
2. Si es así, entonces An+1 = An y Bn+1 = (An + Bn) ⁄ 2.
3. En caso contrario, debe haber un elemento s en S para el que s>(An + Bn) ⁄ 2. Dejemos An+1 = s y sea Bn+1 = Bn.

Entonces A1 ≤ A2 ≤ A3 ≤ ⋯ ≤ B3 ≤ B2 ≤ B1 y |An − Bn| → 0 como n → ∞. De ello se deduce que ambas secuencias son de Cauchy y tienen el mismo límite L, que debe ser el límite superior mínimo para S.

## Aplicaciones
La propiedad del límite superior mínimo de R se puede utilizar para demostrar muchos de los principales teoremas fundamentales del análisis real.

### Teorema del valor intermedio
Sea f : [a, b] → R una función continua, y supóngase que f (a) < 0 y f (b) > 0. En este caso, el teorema del valor intermedio establece que f debe tener un raíz en el intervalo [a, b]. Este teorema se puede demostrar considerando el conjunto
S  =  {s ∈ [a, b]  :  f (x) < 0 for all x ≤ s} .
Es decir, S es el segmento inicial de [a, b] que toma valores negativos bajo f. Entonces b es un límite superior para S, y el límite superior mínimo debe ser una raíz de f.

### Teorema de Bolzano-Weierstrass
El teorema de Bolzano-Weierstrass para R establece que cada sucesión xn de números reales en un intervalo cerrado [a, b] debe tener una subsucesión convergente. Este teorema se puede demostrar considerando el conjunto
S  =  {s ∈ [a, b]  :  s ≤ xn for infinitely many n} 
Claramente, {\displaystyle a\in S} y S no está vacío. Además, b es un límite superior para S, por lo que S tiene un límite superior mínimo c. Entonces c debe ser un punto de acumulación de la secuencia xn, y se deduce que xn tiene una subsecuencia que converge a c.

### Teorema del valor extremo
Sea f : [a, b] → R un función continua y sea M = sup f ([a, b]), donde M = ∞ si f ([a, b]) no tiene límite superior. El teorema de Weierstrass establece que M es finito y f (c) = M para algún c ∈ [a, b]. Esto se puede demostrar considerando el conjunto
S  =  {s ∈ [a, b]  :  sup f ([s, b]) = M} .
Por definición de M, a ∈ S, y por su propia definición, S está delimitado por b. Si c es el límite superior mínimo de S, entonces se deduce de la continuidad que f (c) = M.

### Teorema de Heine-Borel
Sea [a, b] un intervalo cerrado en R y sea {Uα}  una colección de conjuntos abiertos que recubren [a, b]. Entonces, el teorema de Heine-Borel establece que alguna subcolección finita de {Uα}  también recubre [a, b]. Esta afirmación se puede probar considerando el conjunto
S  =  {s ∈ [a, b]  :  [a, s] puede ser recubierto por muchos Uα} .
El conjunto S obviamente contiene a a y está limitado por b por construcción. Según la propiedad de límite superior mínimo, S tiene un límite superior mínimo c ∈ [a, b]. Por lo tanto, c es en sí mismo un elemento de algún conjunto abierto Uα, y para c < b se deduce que [a, c + δ] puede estar recubierto por un número finito de Uα para algún δ > 0 suficientemente pequeño. Esto demuestra que c + δ ∈ S y c no son un límite superior para S. En consecuencia, c = b.

## Historia
La importancia de la propiedad del límite superior mínimo fue reconocida por primera vez por Bernard Bolzano en su artículo de 1817 Rein analytischer Beweis des Lehrsatzes dass zwischen je zwey Werthen, die ein entgegengesetztes Resultat gewähren, wenigstens eine reelle Wurzel der Gleichung liege.